# مرسيدس غاليغو
مرسيدس غاليغو (بالإسبانية: Mercedes Gallego)‏ هي صحفية وكاتِبة ومؤلفة إسبانية، ولدت في 4 يوليو 1970 في ساباديل في إسبانيا.